# Comuna Merești, Harghita
Merești (în maghiară Homomoródalmás) este o comună în județul Harghita, Transilvania, România, formată numai din satul de reședință cu același nume.

## Demografie
Componența etnică a comunei Merești
     Maghiari (94,45%)
     Alte etnii (1,21%)
     Necunoscută (4,34%)
Componența confesională a comunei Merești
     Unitarieni (69,67%)
     Romano-catolici (18,1%)
     Reformați (2,01%)
     Fără religie (1,85%)
     Alte religii (3,7%)
     Necunoscută (4,67%)
Conform recensământului efectuat în 2021, populația comunei Merești se ridică la 1.243 de locuitori, în scădere față de recensământul anterior din 2011, când fuseseră înregistrați 1.339 de locuitori. Majoritatea locuitorilor sunt maghiari (94,45%), iar pentru 4,34% nu se cunoaște apartenența etnică. Din punct de vedere confesional, majoritatea locuitorilor sunt unitarieni (69,67%), cu minorități de romano-catolici (18,1%), reformați (2,01%) și fără religie (1,85%), iar pentru 4,67% nu se cunoaște apartenența confesională.

## Politică și administrație
Comuna Merești este administrată de un primar și un consiliu local compus din 9 consilieri. Primarul, László Tikosi[*], de la Uniunea Democrată Maghiară din România, este în funcție din 2016. Începând cu alegerile locale din 2024, consiliul local are următoarea componență pe partide politice:
|  | Partid                                 | Consilieri | Componența Consiliului | Componența Consiliului | Componența Consiliului | Componența Consiliului | Componența Consiliului | Componența Consiliului | Componența Consiliului | Componența Consiliului |
|  | -------------------------------------- | ---------- | ---------------------- | ---------------------- | ---------------------- | ---------------------- | ---------------------- | ---------------------- | ---------------------- | ---------------------- |
|  | Uniunea Democrată Maghiară din România | 8          |                        |                        |                        |                        |                        |                        |                        |                        |
|  | Alianța Maghiară din Transilvania      | 1          |                        |                        |                        |                        |                        |                        |                        |                        |